# 논바이너리

논바이너리 깃발

비이분법적 젠더(non-binary gender) 또는 논바이너리(non-binary)는 젠더를 남성과 여성 둘로만 분류하는 기존의 이분법적인 성별 구분(gender binary)을 벗어난 종류의 젠더 정체성이나 성별을 지칭하는 용어로, 그러한 성 정체성을 가지고 있는 사람들을 가리킬 때에도 사용된다. 논바이너리는 대체적으로 자신의 성을 특별히 정의하지 않으며 기존의 개념 중 하나로 규정되는 것도 거부하고, 스스로의 외양이나 행동 양식이 기존의 성 역할 혹은 젠더나 전통의 산물이 아닌 단순히 개인의 호불호로 이루어졌을 뿐 성별에 관계없이 하나의 사람으로 여겨지기를 바란다.
영어에서 남성의 대명사는 'he', 여성의 대명사는 'she'지만 논바이너리의 대명사는 대부분 'they'다. 다수의 영어 사전에서 they가 논바이너리 정체성을 지닌 단수의 사람을 가리킬 때 쓰인다고 등재되어 있다. 이 경우 'they'는 한 사람을 가리키지만 여러 사람이나 사물을 지칭할 때 쓰이는 복수형 동사와 함께 쓰인다. Ms, Mrs, Miss, Mr와 같은 호칭 대신 'Mx'라는 성중립적 타이틀을 사용한다.

## 논바이너리 프라이드 플래그의 의미
노란색은 종종 어떤 것을 자신의 것으로 구별하는데 이용되므로, 성별이분법 바깥에 있거나 성별 이분법에 기준을 두지 않는 성 정체성을 가진 이들을 상징한다. 보라색은 전통적으로 파란색은 남아의 색, 빨간색은 여아의 색으로 여겨졌기에, 남성과 여성이 섞여 있는 젠더를 가지고 있다고 여기거나 남성과 여성 사이의 젠더를 가지고 있다고 인식하는 사람들을 상징한다. 하얀색은 빛/색이 존재함을 뜻하기에, 다양하거나 모든 성별 정체성을 지닌 사람들을 상징한다. 마지막으로, 검은색은 빛/색의 부재와 같기에, 성별 정체성이 없다고 느끼는 이들을 상징한다. 2014년 Kye Rowan이 만들었다.

## 법적 인정
2003년 호주는 알렉스 맥팔레인의 법적 문서에 대해서 "남성"과 "여성" 이외의 성별 분류를 법적으로 인정하였다.
2014년 인도 대법원은 트랜스젠더 활동가 락스미 나라얀 트리파티의 법적 조치에 따라 트랜스젠더와 논바이너리들에게 제3의 성을 법적으로 인정했다.
2021년 7월 아르헨티나는 제3의 성을 국민 ID 카드에 포함시켜 남미 최초로 모든 공식 문서에 제3의 성을 합법적으로 인정하게 되었다. 성별 아래에 "X"자를 사용하여 ID를 갱신할 수 있는 선택권을 갖게 된다.
간성인의 경우에만 비이분법적인 성별이 법적으로 인정되는 국가도 있다.
인터섹스로 태어나지 않은 사람 중 남자도 여자도 아닌, '특정하지 않은 성별'로서 세계 최초로 노리 메이-웰비가 공식적으로 인정받았다.

## 같이 보기
- 젠더퀴어
- 젠더 이분법
- 젠더 불일치의 원인
- 성 중립성
- 성전환 (젠더)
- 젠더 변이
- 포스트젠더리즘

1. ↑  “they definition & meaning”.
2. ↑  https://nonbinary.wiki/wiki/Nonbinary